# Паракантопері
Паракантопері (Paracanthopterygii) — надряд костистих риб (Teleostei). Багато представників паракантоперих є глибоководними видами.

## Класифікація
Надряд включає 1,340 видів, близько 270 родів, 36 родин і 5 сучасних рядів:
- Надряд Паракантопері  (Paracanthopterygii)
  - Ряд Перкопсоподібні  (Percopsiformes)
  - Sphenocephaliformes †
  - Ряд Жабоподібні риби  (Batrachoidiformes)
  - Ряд Вудильникоподібні  (Lophiiformes)
  - Ряд Тріскоподібні  (Gadiformes)
  - Ряд Ошибнеподібні  (Ophidiiformes)